# Peristylus societatis
Peristylus societatis là một loài thực vật có hoa trong họ Lan. Loài này được (Drake) N.Hallé mô tả khoa học đầu tiên năm 1980.